# Syntetisk diesel
Syntetisk diesel är ett drivmedel, en dieselolja, som framställas bland annat genom förgasning av kolinnehållande material, till exempel svartlut eller biomassa från energiskog, och användas som bränsle för dieselmotorer.